# Дебрелиев, Мирослав
Мирослав Дебрелиев (род. 2 января 1991) — болгарский самбист и дзюдоист, чемпион Болгарии по дзюдо среди кадетов, юниоров и молодёжи, чемпион (2012, 2014, 2015, 2016, 2021), серебряный (2009) и бронзовый (2008, 2010, 2011) призёр чемпионатов Болгарии по дзюдо среди взрослых, бронзовый призёр чемпионата Балканских стран по дзюдо 2015 года, чемпион мира по самбо 2011 года среди юниоров, серебряный призёр этапа Кубка мира по самбо 2014 года, бронзовый призёр чемпионата Европы по самбо 2012 года, бронзовый призёр чемпионата мира по самбо 2011 года. По самбо выступал в полутяжёлой весовой категории (до 100 кг).

## Чемпионаты Болгарии
- Чемпионат Болгарии по дзюдо 2008 — ;
- Чемпионат Болгарии по дзюдо 2009 — ;
- Чемпионат Болгарии по дзюдо 2010 — ;
- Чемпионат Болгарии по дзюдо 2011 — ;
- Чемпионат Болгарии по дзюдо 2012 — ;
- Чемпионат Болгарии по дзюдо 2014 — ;
- Чемпионат Болгарии по дзюдо 2015 — ;
- Чемпионат Болгарии по дзюдо 2016 — ;
- Чемпионат Болгарии по дзюдо 2021 — ;